# Cyclassics Hamburg 2019
De 24e editie van de EuroEyes Cyclassics werd gereden op 25 augustus 2019, op een parcours van 216,4 kilometer met start en finish in Hamburg. De ronde maakte deel uit van de UCI World Tour. Titelverdediger Elia Viviani won voor de derde keer op rij. 

## Deelnemende ploegen
De EuroEyes Cyclassics is onderdeel van de UCI World Tour. Naast alle World Tour ploegen deden er 2 Pro-Continentale ploegen mee.
| 18 UCI World Tour-ploegen | 18 UCI World Tour-ploegen | 18 UCI World Tour-ploegen | 2 wildcards     |
| ------------------------- | ------------------------- | ------------------------- | --------------- |
| AG2R La Mondiale          | EF Education First        | Team INEOS                | Arkéa Samsic    |
| Astana Pro Team           | Groupama-FDJ              | Team Jumbo-Visma          | Gazprom-RusVelo |
| Bahrain-Merida            | Lotto Soudal              | Team Katjoesja Alpecin    |                 |
| BORA-hansgrohe            | Movistar Team             | Team Sunweb               |                 |
| CCC Team                  | Mitchelton-Scott          | Trek-Segafredo            |                 |
| Deceuninck–Quick-Step     | Team Dimension Data       | UAE Team Emirates         |                 |
|                           |                           |                           |                 |
|                           |                           |                           |                 |

## Uitslag
| EuroEyes Cyclassics 2019 |                             |                        |          |
| Plaats                   | Naam                        | Ploeg                  | tijd     |
| Winnaar                  | Elia Viviani                | Deceuninck–Quick-Step  | 4u47'26" |
| 2                        | Caleb Ewan                  | Lotto Soudal           | z.t.     |
| 3                        | Giacomo Nizzolo             | Team Dimension Data    | z.t.     |
| 4                        | Alexander Kristoff          | UAE Team Emirates      | z.t.     |
| 5                        | Mike Teunissen              | Team Jumbo-Visma       | z.t.     |
| 6                        | Peter Sagan                 | BORA-hansgrohe         | z.t.     |
| 7                        | Matteo Trentin              | Mitchelton-Scott       | z.t.     |
| 8                        | Arnaud Démare               | Groupama-FDJ           | z.t.     |
| 9                        | Sonny Colbrelli             | Bahrain-Merida         | z.t.     |
| 10                       | Oliver Naesen               | AG2R La Mondiale       | z.t.     |
| 11                       | André Greipel               | Arkéa Samsic           | z.t.     |
| 12                       | Reinardt Janse van Rensburg | Team Dimension Data    | z.t.     |
| 13                       | Michael Mørkøv              | Deceuninck–Quick-Step  | z.t.     |
| 14                       | Ben Swift                   | Team INEOS             | z.t.     |
| 15                       | Mads Pedersen               | Trek-Segafredo         | z.t.     |
| 16                       | Nils Politt                 | Team Katjoesja Alpecin | z.t.     |
| 17                       | Julien Duval                | AG2R La Mondiale       | z.t.     |
| 18                       | Sergej Sjilov               | Gazprom-RusVelo        | z.t.     |
| 19                       | Clément Russo               | Arkéa Samsic           | z.t.     |
| 20                       | Jan Bakelants               | Team Sunweb            | z.t.     |

1996 · 
1997 · 
1998 · 
1999 · 
2000 · 
2001 · 
2002 · 
2003 · 
2004 · 
2005 · 
2006 · 
2007 · 
2008 · 
2009 · 
2010 · 
2011 · 
2012 ·
2013 · 
2014 ·  
2015 ·  
2016 ·  
2017 · 
2018 · 
2019 · 
2020 · 
2021 · 
2022 · 
2023 ·
2024 ·
2025
Tour Down Under ·
Great Ocean Road Race ·
Ronde van de Verenigde Arabische Emiraten ·
Omloop Het Nieuwsblad ·
Strade Bianche ·
Parijs-Nice · 
Tirreno-Adriatico · 
Milaan-San Remo ·
Ronde van Catalonië ·
Driedaagse Brugge-De Panne ·
E3 BinckBank Classic ·
Gent-Wevelgem ·
Dwars door Vlaanderen ·
Ronde van Vlaanderen ·
Ronde van het Baskenland ·
Parijs-Roubaix ·
Amstel Gold Race ·
Ronde van Turkije ·
Waalse Pijl ·
Luik-Bastenaken-Luik ·
Ronde van Romandië ·
Eschborn-Frankfurt ·
Ronde van Italië ·
Ronde van Californië ·
Critérium du Dauphiné ·
Ronde van Zwitserland ·
Ronde van Frankrijk ·
Clásica San Sebastián ·
Ronde van Polen ·
RideLondon Classic ·
BinckBank Tour ·
Ronde van Spanje ·
EuroEyes Cyclassics ·
Bretagne Classic ·
GP van Quebec ·
GP van Montreal ·
Ronde van Lombardije ·
Ronde van Guangxi